# Semiothisa consepta
Semiothisa consepta är en fjärilsart som beskrevs av Walker 1861. Semiothisa consepta ingår i släktet Semiothisa och familjen mätare. Inga underarter finns listade i Catalogue of Life.